# Gandhi (radioprogram)
 For alternative betydninger, se Gandhi (flertydig). (Se også artikler, som begynder med Gandhi)
Gandhi var et radioprogram på P3, der blev sendt hverdage mellem klokken 9.05 og 12.00 fra 2014 og frem til 2016. Værterne var komikeren Christian Fuhlendorff og journalisten David Mandel.
I 2015 blev Gandhi nomineret til Årets radioprogram til Zulu Awards i 2015, men tabte til Go' morgen P3. I en udgave af programmet afslørede de to værter, at Mandel tjente 47.830 kr om måneden mens Fuhlendorff tjente 58.000 kr om måneden.
Den danske historiker Kåre Johannessen har været brugt som programmets ekspert, når de diskuterede historiske emner.